# Pristimantis pardalis
Pristimantis pardalis là một loài động vật lưỡng cư trong họ Strabomantidae, thuộc bộ Anura. Loài này được Barbour mô tả khoa học đầu tiên năm 1928.